# Episodi di Solo (seconda stagione)
La seconda stagione della serie televisiva Solo, composta da altre 4 puntate, è stata trasmessa in prima serata su Canale 5 dal 5 al 26 ottobre 2018.
| nº | Titolo          | Prima visione   |
| -- | --------------- | --------------- |
| 1  | Prima puntata   | 5 ottobre 2018  |
| 2  | Seconda puntata | 12 ottobre 2018 |
| 3  | Terza puntata   | 19 ottobre 2018 |
| 4  | Quarta puntata  | 26 ottobre 2018 |

## Prima puntata
Marco è al fianco di Don Antonio (dopo averlo salvato dall'arresto) per ritrovare Agata che nel frattempo è stata rapita dai turchi, soci dei Corona nel traffico di eroina. I turchi chiedono a Don Antonio un riscatto di 25 milioni, soldi che al momento né possiede né è in grado di recuperare. Marco capisce allora che l'unico modo per pagare il riscatto è recuperare la droga sequestrata ai turchi (motivo per il quale Agata è stata rapita). Marco si informa e viene a conoscenza del trasferimento della droga dal deposito giudiziario all'inceneritore; per recuperare la droga, escogita un piano, il quale riesce, ma con un intoppo: la nipote di Don Antonio, Lena, tornata in Calabria in seguito alla notizia del rapimento di Agata, ha sostituito la droga dei turchi con del bicarbonato per un proprio interesse. Questi, accortisi del mal tolto, iniziano a sparare sui Corona avendo la peggio. Il boss dei turchi viene ucciso, ma il figlio, ricevuta la notizia dell'inganno, porta Agata con sé in una località segreta dell'Albania. Intanto Marco, che 
era andato a recuperare Agata, viene fermato da Nardiello che viene poi ucciso da Don Antonio. Viene anche ritrovato Bruno Corona, ferito da Marco precedentemente sullo Yacht, da pescatori locali. Questi si prendono cura di lui finché non viene avvisata la polizia che lo trasferisce in ospedale viste le ferite gravi. Una volta messosi in sesto, Bruno viene trasferito in carcere dove inizia ad assumere strani atteggiamenti. Marco, Don Antonio, Lena e sua madre Assunta vengono a conoscenza della sopravvivenza di Bruno dal telegiornale e il boss chiede a Marco di liberare il figlio.
- Ascolti Italia: telespettatori 2 507 000 - share 11,3%.[1]

## Seconda puntata
Marco è in preda a crisi di nervi: non sa dove si trova Agata e deve liberare Bruno, l'unico della famiglia che sa la sua vera identità. Intanto manda la nipote di Don Antonio, Lena, che si era finta il legale di Bruno, a fare un sopralluogo all'ospedale dove era stato portato. Marco e qualche picciotto irrompono nell'ospedale vestiti da infermieri. Una volta dentro iniziano a sparare sui poliziotti; Bruno, pensando fosse un agguato nemico, apre la porta della sua stanza, salta addosso alla guardia penitenziaria, che fino ad allora lo aveva umiliato e malmenato, colpendolo al volto per poi finirlo a colpi di pistola gridando:" tu non nominerai mai più il mio nome". Una volta vendicatosi, si reca verso l'ascensore e lì incontra Marco che gli fa capire che per il momento è uno di loro e deve seguirlo. Bruno lo segue e viene liberato. I due battibeccano, ma Marco ricorda che la priorità è liberare Agata. I due si alleano e, venuti a conoscenza della località dove è tenuta Agata, con una barca arrivano in Albania. Intanto Agata è schiava delle attenzioni del giovane turco che vorrebbe farla diventare la sua donna. Lei finge di acconsentire, ma aspetta che Marco la liberi. Agata ruba un cellulare per chiamare Marco ma viene scoperta dal figlio del turco che tenta di violentarla nonostante fosse incinta. Marco e Bruno per fortuna si trovano già nella villa e dopo aver ucciso le guardie raggiungono Agata trucidando il turco di colpi. Una volta liberata Agata, fanno ritorno in Calabria. Bruno per ora non rivela la vera identità di Marco al padre.
- Ascolti Italia: telespettatori 2.186.000 - share 10,2%.[2]

## Terza puntata
La terza puntata continua con i Corona decisi a riprendere i loro possedimenti, perduti per volere del patriarca a favore della 'ndrina Palmieri. Don Antonio vuole una tattica soft e tranquilla, ma il figlio sanguinario Bruno, ne fa una dietro l'altra. Per prima cosa con l'aiuto di Marco e contro il volere del padre fa bruciare una piantagione di cannabis dei fratelli Palmieri, sparando perfino ad Antonio Palmieri, uccidendolo. Il Palmieri adirato e impaurito chiede la testa di tutti i Corona al patriarca che dà il consenso. Don Antonio alla notizia dell'accaduto rimane sconvolto e deluso da Bruno che va sempre di più verso la pazzia. Intanto Agata dice al padre della sua gravidanza: Don Antonio è felice e decide di organizzare un banchetto da Carmine Palmieri, fratello di Antonio per sancire una sorta di pace. Ma a nulla vale perché nel bel mezzo del banchetto da dei gommoni i picciotti di Palmieri sparano sui Corona avendo comunque la peggio. La situazione precipita quando Bruno vuole a tutti i costi la morte di tutti e la gelosia verso Marco lo logora. Una sera, Palmieri decide che Bruno deve morire, così rapisce la donna che lo aveva salvato e che stava frequentando, attirandolo in una trappola. Con Bruno va la cugina, Lena, e Marco che li segue a distanza. Bruno dice alla cugina di starne fuori, ma lei vuole vendicare la morte del padre per mano di Palmieri, ma ancora una volta senza il benestare di Don Antonio. Alla trappola la peggio l'hanno i Corona: Lena viene ferita a morte e invano Marco e Bruno la riportano a casa di corsa per salvarla. Don Antonio richiama Bruno e gli dice che oramai è guerra aperta. La mamma di Lena, Donna Assunta, lascia tutto maledicendo i Corona. Intanto Marco e Bruno vanno a cercare Palmieri; per scovarlo rapiscono il figlio del suo braccio destro facendosi dire il posto in cui si nascondeva. Una volta sul posto trovano Palmieri e mentre Marco lo soffoca Bruno gli spara con un mitra. Tornati a casa, Don Antonio annuncia che hanno vinto e che il patriarca vuole la pace, ma per Bruno ci sono brutte notizie: Don Antonio vuole come suo successore Marco che ritiene più affidabile. Intanto Agata, che sperava di emigrare in Germania col suo amato, viene a sapere che Don Antonio ha scelto Marco come suo successore e decide di andare ad abortire pur di non mettere al mondo un futuro figlio mafioso. Intanto Don Antonio annuncia a Bruno che il patriarca gli ha ridato tutto e vuole un summit. Bruno, ignaro, chiede quando si svolgerà, ma il padre gli dice che lui è fuori dai giochi e che sarà Marco la sua spalla. Bruno su tutte le furie rinfaccia al padre i doveri di sangue e la famiglia, ma Don Antonio è deciso e grida più di lui. Don Antonio, dopo che Bruno rivela che a sparargli è stato Marco, accusa un malore, si siede per respirare e Bruno capendo che oramai aveva perduto il potere, compie un gesto insano soffocando l'anziano padre. Dopo che Don Antonio muore, Bruno parla col defunto confermando la sua pazzia. Intanto Marco raggiunge Agata in ospedale che per fortuna non ha avuto il coraggio di abortire. La puntata termina con Marco che confessa ad Agata di essere un infiltrato della polizia.
- Ascolti Italia: telespettatori 2 218 000 - share 10,3%.[3]

## Quarta puntata
La quarta ed ultima puntata inizia con un remake di quella precedente, e continua con Marco che spiega ad Agata il perché del suo lavoro. Intanto Marco ed Agata rincasano e li scoprono che Don Antonio è morto. Bruno è molto vago alle domande del decesso spiega che un malore improvviso se l'è portato via, ma con una freddezza che non passa inosservata né a Marco né ad Agata. Intanto viene organizzato il funerale del padrino e a codesto era presente anche il patriarca che doveva chiarire vari aspetti coi Corona. Bruno fa il finto tonto ma aveva già un piano in mente per sterminare tutti i suoi nemici. La prima a cadere per via della follia di Bruno è Donna Assunta Tridente colpevole del fatto di aver consigliato male Antonio Corona. Il secondo doveva essere Marco, ma al momento che volevano ammazzarlo si libera e scappa. Capito il trucco Marco si nasconde dalle grinfie del lupo. Intanto Bruno parla col Patriarca che gli fa capire che gli accordi sono uguali a sempre ma Bruno lascia intendere che lui non ha capi e il patriarca dal canto suo gli dice peggio per lui. La follia di Bruno non si placa, vuole morti tutti i traditori. Intanto Agata cerca di aiutare Marco per distruggere la pax mafiosa, fa credere al fratello che vuole diventare donna d'onore e lui ne approfitta per fargli uccidere la sua ex amante che lo aveva venduto ai Palmieri. Agata commette il suo primo omicidio ma Bruno non le crede e la fa spiare capendo del complotto con Marco. Intanto la cupola si riunisce e con l'aiuto di Agata anche la polizia sta per arrivare al patriarca, ma Bruno furbo non va al summit portando Agata e il collega di Marco in un luogo sicuro. Al summit succede un macello fra polizia e mafiosi e il patriarca riesce a fuggire ma Marco lo rapisce e lo porta via. Il patriarca oramai si crede morto ma Marco gli fa capire che vuole anche lui la morte di Corona. I due scovano il nascondiglio di Bruno ma lì trovano solo il collega di Marco morto. Marco capisce che Bruno è andato alla villa del patriarca per farlo fuori e lì che Bruno e i suoi picciotti eliminano la grande mela. Marco raggiunge la villa e nasce una colluttazione con Bruno, ma la meglio ce l'ha Solo. Intanto Bruno aveva fatto portare Agata in un posto segreto non avendo il coraggio di ucciderla. Marco terrorizzato stavolta non uccide Bruno e si fa dire dove si trova Agata. Arrivato sul posto trova Agata minacciata dalla sua collega, Marco libera Agata facendo credere di essere ancora colluso e di aver ucciso Bruno. Ma così non è: Bruno marcirà in carcere e Marco e Agata finalmente sono liberi e soli.
- Ascolti Italia: telespettatori 2 326 000 - share 10,8%.[4]